# ГАЕС Гуадаламі
ГАЕС Гуадаламі — гідроелектростанція на півдні Італії, на острові Сицилія.
На початку 1920-х років за 15 км південніше Палермо за допомогою мурованої греблі спорудили водосховище П'яна-дельї-Альбанезі об'ємом 32 млн м3, яке живило малу ГЕС Casuzze (9 МВт) та одночасно забезпечувало столицю Сицилії водою. Хоча й розташоване неподалік від північного узбережжя, це рукотворне озеро знаходилось за водорозділом на Беліче Дестро (Honë на діалекті) — правому витоку річки Дестро, яка тече у південно-західному напрямку та впадає в Середземне море на протилежному від Палермо березі Сицилії, біля давньогрецького міста Селінунт.
На тлі збільшення потреб у балансуючих потужностях, в 1960-х роках вирішили спорудити гідроакумулювальну станцію Гудаламі, котра б використовувала вже існуюче П'яна-дельї-Альбанезі як верхній резервуар. Проте, на відміну від першої схеми, тепер деривація здійснювалась у південному напрямку через тунель довжиною 0,7 км та діаметром від 5 до 4,6 метра. По закінченні тунелю розпочинаються два напірні водоводи довжиною близько 0,3 км та діаметром по 3 метри, що виводять до машинного залу. Останній розташований на березі нижнього резервуара об'ємом 1 млн м3, створеного на тій же річці Беліче Дестро.
Зал обладнано трьома гідроагрегатами, два з яких включають турбіни потужністю по 30 МВт, мотор-генератори та насоси потужністю по 28 МВт. Третій агрегат працює лише в турбінному режимі та має потужність 20 МВт.
Враховуючи коливання води у верхньому (між рівнями 599 та 612 метрів НРМ) та нижньому (між 430 та 439 метрами НРМ) резервуарах, станція працює з напором від 154 до 178 метрів та забезпечує підйом на висоту від 163 до 183 метрів.
Середньорічне виробництво станції Гуадаламі становить приблизно 27 млн кВт·год.